# Modelo de mosaico fluido

Esquema del modelo de mosaico fluido.

El modelo de mosaico fluido es un modelo de la estructura de la membrana plasmática propuesto en 1972 por S. J. Singer y Garth Nicolson gracias a los avances en microscopía electrónica, el estudio de interacciones hidrofílicas, de interacciones no covalentes como puentes de hidrógeno y el desarrollo de técnicas como la criofractura y el contraste negativo.
De acuerdo con el modelo, las membranas están constituidas por una bicapa lipídica asimétrica, es decir, una capa de dos moléculas de grosor (aprox. 60 Å), principalmente formada por fosfolípidos anfipáticos, en la cual están ancladas proteínas de membrana. La bicapa le brinda fluidez y elasticidad a la membrana y su cualidad de asimétrica hace referencia a que la composición entre una capa y otra varía. También se pueden encontrar pequeñas cantidades de carbohidratos en una región exterior llamada glicocálix. Este modelo describe a la membrana como un líquido bidimensional que restringe la difusión lateral de los componentes de la membrana. El modelo también incluye dominios, definidos como regiones dentro de la membrana con lípidos y proteínas especiales que promueven la formación de balsas lipídicas o complejos de proteínas y glicoproteínas. Otra forma de ver a los dominios membranales es el anclaje de la membrana lipídica con los filamentos del citoesqueleto, así como con la matriz extracelular a través de proteínas.
El modelo actual describe características importantes para distintos procesos celulares, incluyendo la señalización celular, la apoptosis, la división celular, el acoplamiento de membranas y la fusión celular.

## Estructura y composición química
Químicamente, una membrana celular está formada por 4 componentes principales:
- Fosfolípidos: son el principal componente de la membrana. Crean una zona hidrofóbica que separa el interior del exterior de la célula. Los tipos más abundantes son los glicofosfolípidos, fosfoesfingolípidos, glicoglicerolípidos y, en las células de mamíferos, el lípido más común es la fosfatidilcolina.
- Proteínas: Cuando están ancladas al exterior, reciben el nombre de extrínsecas o periféricas, y cuando atraviesan la membrana, comunicando el interior con el exterior, reciben el nombre de intrínsecas o integrales.
- Carbohidratos y glicoproteínas: Suelen tener funciones de reconocimiento e identificación. Los ejemplos más comunes son los Grupo sanguíneo grupos sanguíneos ABO y la zona pelúcida del óvulo.
- Colesterol

Adicionalmente, pueden contener iones y, paradójicamente, agua retenida en la zona hidrófoba. 
En la membrana plasmática, los fosfolípidos se disponen formando una bicapa lipídica bicapa, situados con sus cabezas Hidrófilo hidrófilas hacia el medio externo o hacia el citosol, y sus colas Hidrófobo hidrófobas dispuestas en empalizada. Las proteínas se intercalan en esa bicapa de lípidos dependiendo de las interacciones con las regiones de la zona lipídica. Existen dos tipos de proteínas según su disposición en la bicapa.
- Proteínas integrales o intrínseca: Embebidas en la bicapa lipídica, atraviesan la membrana una o varias veces, asomando por una o las dos caras (proteínas transmembrana); o bien mediante enlaces covalentes con un lípido o a un glúcido de la membrana. Su aislamiento requiere la ruptura de la bicapa.
- Glucoproteínas: Se encuentran atravesando toda la capa de la membrana celular, su nombre se debe a que contienen ciertas cantidades de glucosa.

## Evidencia experimental
La propiedad de la fluidez de las membranas biológicas se ha determinado a través de experimentos de marcaje de resonancia paramagnética electrónica, difracción de rayos X y calorimetría. Esto estudios mostraron que las proteínas integrales se difunden a velocidades afectadas por la viscosidad de la bicapa lipídica a la que estaban ancladas y demostraron que las moléculas de la membrana eran dinámicas en vez de estáticas.
Modelos previos de membranas biológicas incluyen el modelo de membrana unitaria de Robertson y el modelo tri-capa de Davson y Danielli. Estos modelos presentaban láminas de proteínas paralelas a una capa lipídica, en vez de proteínas incorporadas transversalmente a una bicapa lipídica. Otros modelos describían unidades regulares e intercaladas de proteínas y lípidos. Estos modelos no contaban con evidencia de microscopía ni de datos termodinámicos y tampoco lograban explicar propiedades de la membrana dinámica.
Un importante experimento que brindó evidencia para respaldar el modelo fluido y dinámico fue el realizado por Frye y Edidin, quienes usaron el virus Sendai para forzar células humanas y de ratones a fusionarse y formar un heterocarionte. Utilizando técnicas de inmunotinción, lograron mostrar que las proteínas humanas y de ratón permanecían segregadas en mitades del heterocarionte unos momentos después de la fusión celular. Sin embargo, las proteínas eventualmente se difundían y, con el tiempo, la frontera entre ambas mitades se perdía. Al disminuir la temperatura, la velocidad de difusión disminuía debido a que los fosfolípidos de la membrana cambiaban de ser un fluido a ser un gel. Singer y Nicholson explicaron los resultados de estos experimentos utilizando su modelo del mosaico fluiído.
El modelo también explica cambios en la estructura y el comportamiento de las membranas celulares bajo distintas temperaturas, así como la asociación de proteínas de membrana con las propias membranas. 

## Desarrollo posterior

### Asimetría de membrana
Ambas láminas de la bicapa lipídica son asimétricas y están divididas en subdominios compuestos por proteínas y lípidos específicos, permitiendo la separación espacial de procesos biológicos asociados a la membrana. El colesterol y las proteínas que interactúan con éste, pueden concentrarse en balsas lipídicas y aislar los procesos de señalización celular a únicamente estas balsas. Otra forma de asimetría fue mostrada por el trabajo de Mouritsen y Bloom en 1984, cuando propusieron el modelo de colchón de las interacción lípido-proteína para ajustar la evidencia de que la membrana puede variar en grosor y en hidrofobicidad.

### Membranas que no son bicapas
La existencia de formaciones lipídicas con funciones biológicas importantes, que no poseen dos capas, fue confirmada posteriormente a la publicación del modelo del mosaico fluido. Estas estructuras membranosas pueden ser útiles cuando la célula se divide y durante la formación de uniones gap.

### Curvatura de la membrana
La membrana no siempre es plana. Algunas curvaturas locales pueden ser causadas por la asimetría y la organización diferente a una bicapa, como las que se mencionaron anteriormente. Algunas curvaturas más pronunciadas y funcionales se logran a través de los dominios BAR, que se unen al fosfatidilinositol en la superficie de la membrana, ayudando en la formación de vesículas, de organelos y en la división celular. El desarrollo de la curvatura está en constante cambio y contribuye a la naturaleza dinámica de la membrana.

### Movimientos lipídicos
Durante la década de 1970, se descubrió que moléculas individuales de lípidos podían realizar difusión lateral libre dentro de cada una de las capas de la membrana. La difusión ocurre a alta velocidad, con una molécula promedio difundiendo a alrededor de 2 μm/s, aproximadamente el tamaño de una célula bacteriana grande. También se ha observado que las moléculas lipídicas individuales rotan rápidamente alrededor de su propio eje. Además, los fosfolípidos pueden migrar de una cara a otra de la bicapa lipídica (proceso conocido como flip-flop), ayudados por enzimas llamadas flipasas. Los procesos descritos anteriormente influyen en la naturaleza desordenada de la membrana y como consecuencia, son relevantes para la fluidez, señalización y función de la membrana. 

## Restricciones a la fluidez
Existen restricciones a la movilidad lateral de los componentes lipídicos y proteicos en la membrana impuestos por la formación de subdominios. Estos subdominios surgen de diversos  procesos como la unión de los componentes de la membrana con la matriz extracelular, regiones nanométricas con una composición particular, la formación de balsas lipídicas y complejos proteicos mediados por interacciones proteína-proteína. Además, la asociación proteína-citoesqueleto puede formar "vallas" (fences) del citoesqueleto, es decir, corrales donde los lípidos y las proteínas pueden difundirse libremente pero que no pueden abandonar. La restricción de la difusión lateral de los componentes de la membrana es importante porque permite la especialización funcional de regiones particulares dentro de la membrana.

### Balsas lipídicas
Las balsas lipídicas son plataformas nanométricas en la membrana que poseen una composición particular de lípidos y proteínas que se difunden lateralmente de manera libre, navegando sobre la bicapa líquida. Los esfingolípidos y el colesterol son los bloques de construcción más importantes para estas estructuras.

### Complejos proteicos
Las proteínas y glicoproteínas de la membrana celular no existen como elementos aislados, sino que con complejos que se difunden a través de la membrana. El acoplamiento de moléculas individuales en estos complejos macromoleculares tiene consecuencias funcionales importantes, como el transporte de iones y metabolitos. señalización, adhesión celular y migración.

### Vallas del citoesqueleto y unión a la matriz extracelular
Algunas proteínas insertadas en la bicapa lipídica interactúan con la matriz extracelular, los filamentos del citoesqueleto y las estructuras de anillo de septina. Estas interacciones tienen una fuerte influencia en la forma y estructura, así como en la compartimentalización. Además, imponen una restricción para la difusión lateral de proteínas y algunos lípidos.
Cuando las proteínas integrales de la bicapa lipídica están enlazadas a la matriz extracelular, no se pueden difundir libremente. Las proteínas con un dominio intracelular grande pueden colisionar con una valla formada por los filamentos del citoesqueleto. Ambos procesos restringen la difusión de los componentes involucrados.
Las septinas son una familia de proteínas de unión a GTP (guanosín trifosfato) altamente conservadas en eucariotas. Las procariotas tienen proteínas similares llamadas paraseptinas. Estas proteínas forman estructuras anulares de compartimentalización fuertemente asociadas a las membranas; están involucradas en la formación de estructuras como cilios, flagelos, espinas dendríticas y uniones de levaduras.

## Historia
- 1895 - Ernest Overton plantea la hipótesis de que las membranas celulares están formadas de lípidos.[13]
- 1925 - Evert Gorter y François Grendel descubrieron que las membranas de los eritrocitos están formadas por una capa de lípidos de 2 moléculas de espesor, es decir, describieron la naturaleza bilipídica de la membrana.[14]
- 1935 - Hugh Davson y James Danielli propusieron que la membrana lipídica está compuesta por capas de proteínas y lípidos con estructuras de poros que permiten la permeabilidad específica para ciertas moléculas. Posteriormente sugirieron un modelo que consistía en una capa lipídica recubierta de capas de proteínas a ambos lados de ésta.[15]
- 1957 - S.J. Singer y G. L. Nicholson proponen el modelo del mosaico fluido como explicación para los datos y evidencias sobre la estructura y termodinámica de la membrana.[2]